# Waterkonijn (haasachtige)
Het waterkonijn (Sylvilagus aquaticus)  is een zoogdier uit de familie van de hazen en konijnen (Leporidae) dat voorkomt in de Verenigde Staten. De wetenschappelijke naam van de soort werd voor het eerst geldig gepubliceerd door Bachman in 1837.

## Kenmerken
Hun vacht is zwart tot roestbruin. Rondom de ogen bevindt zich een kaneelkleurige oogring. De lichaamslengte bedraagt 45 tot 55 cm, de staartlengte 4 cm en het gewicht 1,5 tot 2,5 kg.

## Leefwijze
Waterkonijnen leven altijd in tropische bossen in de buurt van moerassen, beekjes of plassen, maar ook bij grotere wateren. Het zijn goede zwemmers en ze maken van deze mogelijkheid dan ook veelvuldig gebruik, zeker wanneer er gevaar dreigt. Ze eten overdag of ’s nachts zeggegras, biezen en andere waterplanten, waaronder moerasbamboe (Arundinaria). Ze leven in kleine groepjes, die meestal worden geleid door een dominant  en territoriaal ingesteld mannetje.

## Voortplanting
Ze bouwen bovengrondse nesten van plantenstengels. Het vrouwtje bekleedt zoals gebruikelijk het nest met vachthaar. Meestal telt een worp 3 jongen.

## Verspreiding
Deze soort komt voor in het zuidoosten van de VS.